# 달리와 감자탕
《달리와 감자탕》은 2021년 9월 22일부터 2021년 11월 11일까지 방영된 KBS 2TV 수목 드라마이다.

## 기획 의도
'무지-무식-무학' 3無하지만 생활력 하나는 끝내 주는 '가성비 주의' 남자와 본 투 비 귀티 좔좔이지만 생활 무지렁이인 '가심비' 중시 여자가 미술관을 매개체로 서로의 간극을 좁혀가는 '아트' 로맨스

## 방송 시간
| 방송 채널 | 방송 기간                                              | 방송 시간                           | 방송 분량 |
| --------- | ------------------------------------------------------ | ----------------------------------- | --------- |
| KBS 2TV   | 2021년 9월 22일 ~ 2021년 11월 11일 [1회~16회] (본방송) | 매주 수요일, 목요일 밤 9:30 ~ 10:40 | 70분      |

### 책임프로듀서
- 김상휘 (KBS 드라마운영팀 CP)

### 연출
- 이정섭 : (KBS2 드라마시티 《때밀이 넘버쓰리》(연출), KBS2 드라마시티 《동대가리 방정식》(연출), KBS2 드라마시티 《돌대가리 이차방정식》(연출), KBS2 드라마시티 《반가운 살인자》(연출), KBS2 드라마시티 《고달픈 가족》(연출), KBS2 드라마시티 《미치거나 사랑하거나》(연출), KBS 1TV 일일연속극 《어여쁜 당신》(공동연출), KBS2 수목미니시리즈 《경성스캔들》(기획), KBS2 드라마스페셜 《오구도령》(연출), KBS2 주말연속극 《내 사랑 금지옥엽》(프로듀서), KBS2 월화미니시리즈 《천하무적 이평강》(공동연출), KBS2 수목대기획드라마 《제빵왕 김탁구》(연출), KBS2 수목대기획 《영광의 재인》(공동연출), KBS2 드라마스페셜 《칼잡이 이발사》(연출), KBS2 월화미니시리즈 《울랄라 부부》(공동연출), KBS2 드라마스페셜 《내 낡은 서랍 속의 기억》(연출), KBS2 드라마스페셜 《기묘한 동거》(연출), KBS2 드라마스페셜 《들었다 놨다》(연출), KBS2 월화미니시리즈 《힐러》(공동연출), KBS2《동네변호사 조들호》(공동연출), KBS2 수목미니시리즈 《7일의 왕비》(연출), KBS2 수목미니시리즈 《단, 하나의 사랑》(연출) 등 연출)

### 극본
- 손은혜 : (SBS 월화미니시리즈 《러브스토리 인 하버드》(공동집필), MBC 수목미니시리즈 《어느 멋진 날》(집필), MBN 수목미니시리즈《마녀의 사랑》(집필) 등 집필)
- 박세은

## 등장인물
- (†) 표시는 드라마 상에서 최종적으로 사망한 인물이다.

### 주요 인물
- 김민재 : 진무학 (남, 20대 후반) 역 - 돈돈 F&B 사업부 상무

무지, 무식, 무학 3무의 소유자지만 이에 대한 콤플렉스가 전혀 없고 오히려 타고난 혀, 장사수단, 돈냄새 맡는 감각에 자부심을 갖고 있다. 누군가 있는 척, 아는 척을 하면, 면전에 대고 “X 싸고 있네!”를 거침없이 날리고 세상의 모든 물건 값은 감자탕 몇 그릇인가로 환산하는 독특한 계산법의 소유자이기도 하다.
배경 없고 배움 적은 부모 밑에서 가정교육보다는 먹고 사는 생존이 우선이었고 먹고 사느라 바빠, 돈 안 되는 인간의 모든 행위를 무시하고 경멸했던 무학.
그랬던 그가 달리를 만나면서 변하기 시작한다. 달리 생각에 밤잠을 설치고 그림을 보며 눈물을 흘리고 자신의 무지와 무식이 부끄러워진다.
- 박규영 : 김달리 (여, 20대 후반) 역 (아역 : 이효비) - 세인트 밀러 미술관 객원연구원 → 청송미술관 관장

한때 이 집 연말파티에 초대받지 못하면 진정한 상류층이 아니라는 말이 나왔을 정도로 명망 높은 청송가의 무남독녀. 미술뿐 아니라 역사 철학 종교등 다방면으로 조예가 깊고 영어 일어 중국어 불어 스페인어등 7개국어에도 능통하다.
그랬던 그녀가 갑작스런 아버지의 죽음과 파산으로 하루아침에 오갈 데 없는 신세가 된다. 아무리 7개 국어에 능통하고 석, 박사 학위를 가지고 있어도 당장 도우미 없이는 한 끼 식사해결도 어려운 생활 무지렁이인 그녀. 예고 없이 닥친 불행에 달리는 혹독한 몸살을 앓는다.
- 권율 : 장태진 (남, 30대 초반) 역 - 세기그룹 기획조정실장, 김달리의 첫사랑.

진무학의 모든 면에 대척점을 그린다면 장태진이라고 보면 된다. 김달리의 불행에 아무 도움이 못 됐다는 자책에 미술관 전시회 후원도 해주고 회사에서 구입할 미술품들도 김달리의 미술관을 통해 대여하는 형식으로 구입하는 등 물심양면으로 달리를 도와주는 키다리 아저씨 같은 존재다.
그러나 신사적인 행동과 자상한 미소 뒤에는 자신이 특별한 존재라는 선민 의식이 깔려있고 결코 자신이 속한 세계에 이종(異種)이 섞이는 걸 용납하지 않는다. 그래서 그의 매너와 친절에는 서늘함이 느껴진다.
- 황희 : 주원탁 (남, 20대 후반) 역 - 강력반 형사

김달리 아버지 김낙천이 후원했던 보육원 출신의 강력반 형사. 말수가 적고 우직하며 무뚝뚝하지만 속정이 깊은 상남자 중에 상남자다. 주원탁이 유일하게 고분고분하고 유순해질 때는 김달리 앞에서다. 오래도록 김달리를 연모해왔지만 감히 넘볼 수 없는 상대라 스스로 선을 긋고 절대 내색하지 않는다.
김낙천이 있었기에 세상의 편견과 냉대에도 엇나가지 않고 지금의 자신이 있는 거라며 주원탁은 하루도 고마움을 잊은 적이 없다. 그러나, 새로 투입된 사건 때문에 바빠한번 찾아뵙기로 했던 약속을 지키지 못한 채 김낙천이 갑자기 세상을 뜨자 죄책감에 괴로워한다.
- 연우 : 안착희 (여, 20대 후반) 역 - 갤러리스트

권력은 있지만 재력은 늘 아쉬운 국회의원 딸. 재벌가로 입성해 우아하게 미술관을 운영하는 게 꿈이나 노동운동가 출신의 이제 겨우 2선밖에 안 되는 한미한 정치가의 딸은 재벌가의 눈에 차지 않는다.
진무학이 조금만 덜 무식했어도... 아니 다른 사람들처럼 무식한 티를 안 내기만 했어도... 생긴거 하며, 재력하며, 성격하며... 그래도 진무학이만한 상대가 없긴 한데.. 그게 또 하필이면 감자탕집일게 뭐람? 여러모로 무학을 어장 안에 두고 고민이 많은 착희인데...

### 미술관 라인
- 장광 : 김낙천 (남, 60대 후반) 역 (†) - 김달리의 아버지, 청송미술관 관장, 김시형의 큰아버지

정계, 재계, 문화 예술계 등 두루 영향력을 끼치는 명실상부한 명문가 청송가문의 장남. 누구나 쉽게 다가갈 수 있는 미술관을 꿈꾸며 예술의 문턱을 낮추고자 사비를 털어가며 고군분투하였으나 끝내 수십억의 빚과 미스테리를 남기고 사망한다.
- 우희진 : 송사봉 (여, 40대 후반) 역 - 학예사

유학 경험 없는 지방대 출신의 나이 많은 큐레이터. 눈치 백단에 태세전환 빠르고 어떠한 상대를 만나도 기분 좋게 만드는 현란한 말빨의 소유자. 즉 처세의 달인이다.
예민하고 유난스럽고 별 해괴한 짓을 다 하는 작가들일지라도 어떻게든 구워삶아 작품을 받아오고 전시회 날짜를 맞춰온다.
그래서 영어 좀 딸리고 인맥도 딸리고 감각도 다소 뒤처지지만 청송미술관에 없어서는 안 되는 터줏대감.
- 안세하 : 한병세 (남, 30대 중반) 역 - 에듀케이터

명문대 출신에 해외 유학까지 다녀온 실력 있는 큐레이터. 척박한 한국 미술관 시장의 평범한 직장인답게 박봉에 허덕이는 가장이기도 하다.
한때는 유능한 작가들을 키워 해외로 진출시키고 침잠한 한국 미술계의 부흥도 일으키겠다는 야심찬 프로젝트도 기획했으나 이제는 좋은 게 좋은 거다 무사안일에 웬만하면 일거리 만들지 않으려 이래저래 몸을 사린다.
- 유형관 : 황기동 (남, 50대 후반) 역 - 시설관리부 기사

청계천 맥가이버로 전기, 수도, 설치 못하는 게 없지만 무조건 ‘못해!’부터 내뱉고 본다. 어쭙잖은 예술 한다고 그 요구 다 들어줬다가 사고라도 나면? 어림도 없다. 아무리 구청, 시청 안전 관리과 승인을 받아와도 기동의 눈에 안 되는 건 안 되는거다.
- 송지원 : 나공주 (여, 20대 후반) 역 - 아르바이트생

유학가기 전 틈틈이 아르바이트 삼아 미술관에서 이것저것 잡일을 도맡아 하고 있다. 김관장을 보면 돌아가신 아버지가 생각난다며 유독 따랐고 김관장이 사망하자 미술관 식구들 중 가장 슬퍼했다.
집안 식구들 모두 미술계에 종사해 자신도 미술 쪽으로 유학 준비를 하고 있다 공공연히 말하고 다녔지만 후에 모두 거짓으로 드러난다.
- 이재우 : 김시형 (남, 30대 초반) 역 - 김낙천의 조카, 미술관 카페 운영 책임자

김낙천의 동생, 김흥천의 아들이다. 어렸을 때부터 귀에 딱지가 앉도록 들었다. 청송의 이름을 더럽혀선 안 된다! 청송 가문의 자제답게 행동해라! ‘청송’이란 이름도 버거운데 깐깐하고 보수적인 아버지는 김시형의 숨을 더욱 조여 왔다.
결국 그 압박감을 견디지 못하고 유학을 떠난 시형은 큰 사고를 친 뒤 한국으로 쫓겨난다. 그런 김시형을 받아준 게 김낙천이었다. 한동안 얌전히 일을 배우는 듯 하더니 김시형은 슬슬 좀이 쑤시기 시작한다.
소위 상류층 자제들의 모임에도 나가고 파티라는 것도 참석해보고 비슷한 무리들끼리 어울렁 더울렁 어울리다가 결국 돌이킬 수 없는 일을 저지르고 만다.

### 무학 라인
- 안길강 : 진백원 (남, 60대 초반) 역 - 진무학의 아버지, 돈돈 F&B 회장

후줄근한 잠바차림에 낡은 컴포트화. 아무리 봐도 400개가 넘는 프랜차이즈점을 거느린 글로벌 외식 기업의 회장으로는 보이지 않는다.
‘돈 무서운 줄 알라!’를 항상 입에 달고 다니며 지금까지도 직영점을 일일이 순례하며 돈 새나가는 곳을 점검하고 있다.
돈 벌어다 주는 놈이 효자라며 진기철과 진무학간의 차별을 두지 않고 오로지 돈 버는 능력으로만 후계자를 정한다지만 그 속은 도통 알 수가 없다.
- 서정연 : 소금자 (여, 50대 후반) 역 - 진무학의 새어머니,  진백원의 후처

전형적인 졸부티가 나는 아줌마로 온갖 화려하고 반짝이는 걸 좋아한다. 느지막하게 금맥을 잡아 여느 고관대작부인 부러울 것 없는 금자의 팔자지만 딱 하나 맘대로 안 되는 게 있다.
번듯한 대학까지 나온 친아들 진기철은 백방으로 밀어줘도 손대는 사업마다 죽을 쒀대는 반면 일자무식 진무학은 돈 귀신이 붙었는지 매번 대박행진인 것도 모자라 뒤로 넘어져도 돈방석에 넘어지는 것.
어떻게든 진무학의 기를 누르고자 용한 무당의 부적을 붙이고 발목 잡는 그림을 사무실에 걸어둬도 매번 돈지랄로 끝나더니 옳다구나! 이번에는 굿빨이 먹히나보다...
- 이제연 : 진기철 (남, 30대 중반) 역 - 돈돈 F&B 기획실 본부장

진백원과 소금자가 재혼하면서 진무학의 형이 되었다. 원래는 오기철이었으나 감자탕집이 글로벌 외식기업으로 성장하자 스스로 성을 바꾸고 진백원의 친아들, 장남을 자처한다.
지금의 ‘돈돈 F&B'에 만족하지 않고 미래에 대한 큰 그림을 그리며 소위 이너 써클의 멤버가 되고자 상류층 자제들이나 권력자들 모임에 기웃거리고 있는 중이다. 이 모든 게 ‘돈돈 F&B'의 후계자가 되기 위함이었다.
- 황보라 : 여미리 (여, 30대 초반) 역 - 진무학의 비서

진무학이네 감자탕 가게에서 알바하던 학생을 진무학이 스카웃해 비서로 삼았다. 모든 일에 있어서 호들갑스럽지 않고 덤덤하며 솔직하다. 솔직하다 못해 눈치가 없는 편. 진무학은 그 점이 맘에 들었다.
안팎으로 새나오는 진무학의 무식을 이리저리 감추어주며 면전에 대고 지적질을 해대지만 속으로는 진무학을 존경하고 누구보다 힘이 돼주는 존재.

### 그 외 인물
- 송훈 : 정사장 역 - 미술관에 채권 추궁을 하며 달리에게 행패를 부리다가 무학에게 혹독하게 저지당한다.
- 미상 : 브롱크호스트 부인 역
- 미상 : 진 히토나리 역
- 미상 : 거래처 사람들 역
- 미상 : 모텔 직원 역
- 미상 : 폭행범 역
- 미상 : 진무학의 어머니 역(†) - 진백원의 전처
- 미상 : 아이돌 역
- 미상 : 인플루언서 역
- 이도경 : 김흥천 역 - 김낙천의 남동생, 김시형의 부친, 김달리의 작은부친
- 미상 : 강도 역
- 미상 : 기철을 공격하는 폭력배들 역

### 특별 출연
- 정규수 : 김낙천의 친구 역
- 홍석천 : 감자탕 셰프 역
- 황석정 : 홍자영 역 - 설치 미술 작가
- 함연지 : 유튜버 역
- 박상면 : 안상태 역 - 국회의원, 안착희의 아버지

## 시청률
아래의 파란색 숫자는 '최저 시청률'이고, 빨간색 숫자는 '최고 시청률'입니다. 시청률조사회사와 지역별로 시청률에 차이가 있을 수 있습니다.
| 2021년 | 2021년    | 2021년                                                  | 2021년         | 2021년       | 2021년 |
| 회차   | 방송일    | 부제                                                    | AGB 시청률     | AGB 시청률   |        |
| 회차   | 방송일    | 부제                                                    | 대한민국(전국) | 서울(수도권) |        |
| ------ | --------- | ------------------------------------------------------- | -------------- | ------------ | ------ |
| 제1회  | 9월 22일  | 모딜리아니 그림은 감자탕 몇 그릇 일까요?                | 4.4%           | 4.9%         |        |
| 제2회  | 9월 23일  | 명품시계는 몇 천겁의 시간을 담을 수 있을까요?           | 4.3%           | 4.5%         |        |
| 제3회  | 9월 29일  | '무제'는 무엇을 그린 걸까요?                            | 5.1%           | 4.8%         |        |
| 제4회  | 9월 30일  | 요거트로 부자 감별을 할 수 있다구요?                    | 5.3%           | 5.4%         |        |
| 제5회  | 10월 6일  | 호텔에서 바라보는 비와 모텔에서 바라보는 비는 다를까요? | 5.1%           | 5.0%         |        |
| 제6회  | 10월 7일  | 쓰레기도 예술이 될 수 있나요?                           | 5.4%           | 5.5%         |        |
| 제7회  | 10월 13일 | 죽음은 끝을 의미할까요?                                 | 5.3%           | 5.4%         |        |
| 제8회  | 10월 14일 | 돈으로 마음을 살 수는 없나요?                           | 5.2%           | 5.3%         |        |
| 제9회  | 10월 20일 | 누구나 어른이 될까요?                                   | 5.2%           | 5.4%         |        |
| 제10회 | 10월 21일 | 해질녘, 개와 늑대를 구별하는 방법을 아시나요?           | 4.9%           | 4.9%         |        |
| 제11회 | 10월 27일 | 피보다 진한 건 무엇일까요?                              | 4.9%           | 5.1%         |        |
| 제12회 | 10월 28일 | 사랑은 무슨 색깔일까요?                                 | 5.4%           | 5.6%         |        |
| 제13회 | 11월 3일  | 불안은 어디서 올까요?                                   | 5.1%           | 4.8%         |        |
| 제14회 | 11월 4일  | 사랑의 밝기는 몇 럭스일까요?                            | 5.0%           | 5.1%         |        |
| 제15회 | 11월 10일 | 우리는 모두 별일까요?                                   | 5.3%           | 5.5%         |        |
| 제16회 | 11월 11일 | 우리 인생에 정답이란 없다. 하지만 나에게 정답은 당신뿐! | 5.7%           | 5.7%         |        |